# Elron
Elron (AS Eesti Liinirongid) is een Estisch spoorwegbedrijf. Het bedrijf hield zich oorspronkelijk alleen bezig met het reizigersvervoer met elektrische treinen over de spoorwegen rond de hoofdstad Tallinn. Op 1 januari 2014 nam Elron ook het vervoer van reizigers met dieseltreinen op het overige Estische spoorwegnet over van Edelaraudtee.
Elron is ontstaan bij de splitsing van Eesti Raudtee, het nationale treinbedrijf van Estland in 1997 en nam toen de naam Elektriraudtee (‘Elektrische Spoorweg’) aan. In 2013 veranderde Elektriraudtee van naam in AS Eesti Liinirongid (Elron).

## Treinroutes
Elron rijdt de volgende routes:

### Met elektrische treinen
| Vervoerder | Treinsoort | Route                          | Opmerkingen                                                 |
| ---------- | ---------- | ------------------------------ | ----------------------------------------------------------- |
| Elron      | Sneltrein  | Tallinn – Ülemiste – Aegviidu  | Stopt niet in Vesse, Kulli, Parila, Lahinguvälja en Mustjõe |
| Elron      | Sneltrein  | Tallinn – Saue – Keila         | Stopt verder in Lilleküla, Tondi en Nõmme                   |
| Elron      | Stoptrein  | Tallinn – Ülemiste – Aegviidu  | Stopt op alle tussenliggende stations                       |
| Elron      | Stoptrein  | Tallinn – Saue – Keila         | Stopt op alle tussenliggende stations                       |
| Elron      | Stoptrein  | Tallinn – Keila – Klooga-Ranna | Stopt op alle tussenliggende stations                       |
| Elron      | Stoptrein  | Tallinn – Pääsküla             | Stopt op alle tussenliggende stations                       |
| Elron      | Stoptrein  | Tallinn – Keila – Paldiski     | Stopt op alle tussenliggende stations                       |
| Elron      | Stoptrein  | Tallinn – Keila – Turba        | Stopt op alle tussenliggende stations                       |

### Met dieseltreinen
| Vervoerder | Treinsoort | Route                          | Opmerkingen                                                                      |
| ---------- | ---------- | ------------------------------ | -------------------------------------------------------------------------------- |
| Elron      | Sneltrein  | Tallinn – Tapa – Narva         | Stopt niet in Vesse, Lagedi en Nelijärve                                         |
| Elron      | Sneltrein  | Tallinn – Tapa – Tartu         | Stopt verder in Ülemiste,Tamsalu en Jõgeva                                       |
| Elron      | Sneltrein  | Tallinn – Lelle – Viljandi     | Stopt niet in Männiku, Kasemetsa, Roobuka, Vilivere, Lohu, Hagudi, Keava en Kolu |
| Elron      | Stoptrein  | Tallinn – Lelle                | Stopt op alle tussenliggende stations                                            |
| Elron      | Stoptrein  | Tallinn – Lelle – Pärnu        | Stopt op alle tussenliggende stations                                            |
| Elron      | Stoptrein  | Tallinn – Tapa – Rakvere       | Stopt op alle tussenliggende stations                                            |
| Elron      | Stoptrein  | Tallinn – Rapla                | Stopt op alle tussenliggende stations                                            |
| Elron      | Stoptrein  | Tallinn – Tapa – Tartu         | Stopt op alle tussenliggende stations                                            |
| Elron      | Stoptrein  | Tallinn – Lelle – Türi         | Stopt op alle tussenliggende stations                                            |
| Elron      | Stoptrein  | Tallinn – Tapa – Tartu – Valga | Stopt op alle tussenliggende stations                                            |
| Elron      | Stoptrein  | Jõgeva – Tartu                 | Stopt op alle tussenliggende stations                                            |
| Elron      | Stoptrein  | Tartu – Orava                  | Stopt op alle tussenliggende stations                                            |
| Elron      | Stoptrein  | Tartu – Valga                  | Stopt op alle tussenliggende stations                                            |

## Rollend materieel
Elron maakt gebruik van Flirt-treinstellen, gebouwd door Stadler-Rail, waarvan er 18 op elektriciteit werken en 20 op diesel. De leveringen vonden plaats vanaf 2012. In 2014 zijn de leveringen afgerond.